# Hotshot (videogioco)
Hotshot, scritto anche Hot Shot in alcune videate, è un videogioco pubblicato nel 1988 per i computer Commodore 64, ZX Spectrum, Amstrad CPC, Amiga, Atari ST e DOS da Addictive Games. Rappresenta una competizione sportiva fantascientifica che mescola elementi dei cloni di Breakout, di Bounces e dei flipper.

## Modalità di gioco
La sfida è tra due concorrenti, di cui il secondo può essere controllato da un altro giocatore umano o dal computer. Ciascuno può essere un personaggio con abilità leggermente differenti, scelto casualmente, che può avere l'aspetto di un umano in armatura con un'arma tubolare, un alieno mostruoso dotato di proboscide o un robot bipede o tripode con cannoncino incorporato.
Il gioco è composto da vari schermi con obiettivi differenti, ma la meccanica di base è comune: lo schermo è diviso verticalmente in due aree bidimensionali, comunicanti oppure isolate, ciascun concorrente muove il proprio personaggio orizzontalmente sul fondo della propria metà e può risucchiare e risparare via una palla con la propria arma (o proboscide), orientabile in tutte le direzioni. Anche quando la palla è lontana la si può deviare un po' puntando l'arma verso di essa e attivando il risucchio.
La palla risente della gravità e può rimbalzare sulle pareti e sul pavimento. Se colpisce un concorrente, senza che questi la riceva correttamente con la bocca dell'arma, lo fa esplodere (o altra animazione distruttiva, secondo le versioni). Anche se un concorrente tiene la palla per troppo tempo senza spararla, si surriscalda ed esplode. Il concorrente si rigenera subito, ma viene data palla all'avversario. C'è la possibilità di abbassarsi per evitare di essere colpiti.
La prima fase è in stile Breakout, con una griglia di mattoni per ciascun giocatore nella parte alta della sua metà schermo. Ogni concorrente accumula punti distruggendo i mattoni della propria metà con un'unica palla in comune, e allo scadere del tempo deve cercare di ottenere un punteggio sufficiente per la qualifica.
Tra una fase e l'altra c'è un livello bonus in solitario, simile a un grande flipper.
La seconda fase è anch'essa simile a un flipper, le aree dei due giocatori sono separate e ciascuno ha la sua palla, con la quale bisogna accumulare punti colpendo i respingenti in alto. Anziché un limite di tempo, qui ci sono vite limitate.
La terza fase è di nuovo stile Breakout, ma colpendo determinati mattoni si riempie d'acqua l'area avversaria o si svuota la propria, con lo scopo di sommergere il rivale.
L'ultima fase è una battaglia diretta in cui si cerca di colpire l'avversario con la palla, sfruttando una sorta di buco nero vorticante che può dare strani effetti alla palla.